# Photonectes braueri
Photonectes braueri is een straalvinnige vissensoort uit de familie van Stomiidae. De wetenschappelijke naam van de soort is voor het eerst geldig gepubliceerd in 1913 door Zugmayer.